# Sven Thorell

Ritning till C-kanoten Kolibri, 1947. Ur Thorells samling vid Sjöhistoriska museet.

Sven Gustav Thorell, född 18 februari 1888 i Stockholm, död där 29 april 1974, var en svensk ingenjör, kanotist, seglare och paddlare. Han var son till manufakturhandlaren Carl Thorell och Agda, född Carlqvist.
Sven Thorell var gift med Greta Holmberg och morfar till skådespelaren Peter Edding. 

## Kanotist, seglare och paddlare
Sven Thorell var den store svenske kanotkonstruktören under första halvan av 1900-talet. Med stor framgång ritade, byggde, seglade och paddlade han ett stort antal kanoter och små segelbåtar. Han skrev böcker om kanotbygge, startade flera kanottidskrifter, var tidig medlem i Föreningen för Kanot-Idrott i Stockholm, grundade 1916 Uppsala kanotförening, och deltog aktivt i arbetet för den första internationella kanotorganisationen. 
År 1917 ritade Thorell Åland, som kom att bli urmodellen för så gott som alla svenska skärgårdskajaker sedan dess.
Mellan 1908 och 1916 vann Thorell nio svenska mästerskap i paddling. Som seglare vann han olympiskt guld 1928 i 12-fotsjolle. 
Thorell utnämndes till Stor kanotist nr 26.

## Arvet efter Sven Thorell
Efter Sven Thorells död 1974 skänktes alla ritningar till Sjöhistoriska museet i Stockholm. 
Arvet efter Thorell förvaltas av VKV (Vituddens Kanotvarv i Västervik). Varvets kajaker Anita (som ritades på 1930-talet och, fantastiskt nog, fortfarande är i produktion) och Lisa (från 1970-talet) dominerade svensk långfärdspaddling under åtskilliga decennier. 
Sven Thorell instiftade 1970 Sven Thorells långfärdspris i Föreningen för Kanot-Idrott, där han varit medlem sedan 1905. Pokalen tillfaller "dem eller de, som under året har utfört den längsta sammanhängande färden i paddelkanot". 